# Alì Terme
Alì Terme is een gemeente in de Italiaanse provincie Messina (regio Sicilië) en telt 2609 inwoners (31-12-2004). De oppervlakte bedraagt 6,2 km², de bevolkingsdichtheid is 421 inwoners per km².

## Demografie
Alì Terme telt ongeveer 1054 huishoudens. Het aantal inwoners steeg in de periode 1991-2001 met 5,9% volgens cijfers uit de tienjaarlijkse volkstellingen van ISTAT.
| Jaar | Inwoneraantal |
| ---- | ------------- |
| 1991 | 2425          |
| 2001 | 2569          |

Alì terme

## Geografie
De gemeente ligt op ongeveer 9 m boven zeeniveau.
Alì Terme grenst aan de volgende gemeenten: Alì, Fiumedinisi, Itala, Nizza di Sicilia.